# British Gulf International Airlines
British Gulf International Airlines is een Kirgizische luchtvaartmaatschappij met haar thuisbasis in Sharjah .

## Geschiedenis
British Gulf International Airlines is opgericht in 2003 en gevormd uit een maatschappij met dezelfde naam uit Sao Tomé.
Zij wordt vaak in verband gebracht met wapensmokkel.

## Vloot
De vloot van British Gulf International Airlines bestaat uit:(feb.2007)
- 4 Antonov An-12BP
- 1 Antonov An-12T
- 2 Antonov An-12V